# Eburia quadrinotata
Eburia quadrinotata är en skalbaggsart som först beskrevs av Pierre André Latreille 1811.  Eburia quadrinotata ingår i släktet Eburia och familjen långhorningar. Inga underarter finns listade i Catalogue of Life.